# 吉田太郎
吉田 太郎（よしだ たろう、1973年4月15日 - ）は、日本のドラマー。

## 来歴
- 4歳からピアノ、7歳のときにドラムをはじめる。そうる透を師と仰ぐ。
- 高校在学中にアメリカ、ボストンのバークリー音楽院に短期留学をする。以後、19歳よりプロドラマーとして様々なミュージシャンのツアーに参加。
- バンドを結成し、江沼学、宮永治郎、鎌田雅人らと1998年4月29日、東芝EMIよりwaterのドラマーとしてメジャーデビュー。シングル5枚、アルバム1枚を発表し2001年に解散。バンド在籍中も、解散後も多数のミュージシャンのツアー、レコーディングにドラマーとして参加する。
- 2005年、高見沢俊彦ソロライブ「雷舞維新　Berlin Calling」（渋谷公会堂）をサポート。
- 高見沢俊彦ソロアルバム「Berlin Calling」レコーディングに参加。
- あさきアルバム『神曲』レコーディングに参加。
- THE ALFEEにおける活動はシングル「100億のLove Story」よりレコーディングに参加。2006年春よりツアーサポートメンバーとして参加。2006年はそうる透とのツインドラム。
- 泉陸奥彦アルバム『HEAVEN INSIDE』レコーディングに参加。
- DIMENSIONのツアーにサポートメンバーとして参加(2009年3月14、15日)。
- 2020年、自身のYouTubeチャンネルを開設。[1]